# Bucuria de a dărui
Bucuria sau plăcerea de a dărui este o teorie economică care descrie satisfacția emoțională primită în urma unui act de binefacere. Conform modelului original al bucuriei de a dărui dezvoltat de James Andreoni (1989, 1990),   oamenii trăiesc un sentiment de satisfacție și mulțumire pentru că „își aduc aportul” în a-i ajuta pe ceilalți. Această satisfacție - sau „ bucurie” - reprezintă plăcerea egoistă derivată din „a face bine”, indiferent de efectul real al generozității acestuia. În cadrul bucuriei de a dărui, există posibilitatea ca oamenii să fie „falși altruiști”, ceea ce înseamnă că își mențin simultan atât motivații altruiste de a dărui, cât și pe cele egoiste. În timp ce „altruiștii adevărați” (uneori denumiți „altruiști perfecți”)  sunt stimulați doar de dorința de a oferi unui nevoiaș, altruiștii falși sunt, de asemenea, stimulați de plăcerea de a dărui (bucuria de a dărui).  Important este faptul că plăcerea este în mod distinct non-pecuniară,   ceea ce înseamnă că apare indiferent de posibila existență a unei recompense financiare. Prin urmare, fenomenul bucuriei de a dărui este distinct de altruismul reciproc, care poate implica un stimulent financiar direct. 
Bucuria de a dărui este un cadru economic util în analiza asigurării bunului public, problemelor de activitate colectivă, donațiilor caritabile și actelor de binefacere. Prezența unei asemenea plăceri (de a dărui sau a ajuta) explică de ce încă există donațiile private, în ciuda numărului crescător de donații publice, așa cum a fost prevăzut de modelele economice clasice influențate de ipoteza neutralității.   Pe lângă economie, bucuria de a dărui a fost aplicată și în sociologiei,   științe politice,  politici de mediu,   sănătate,  și afaceri.  În mod conceptual, bucuria de a dărui este legată de noțiunea de „maxim ajutor”  și pare a fi rezilientă între culturi.  

## În contextul filosofiei morale

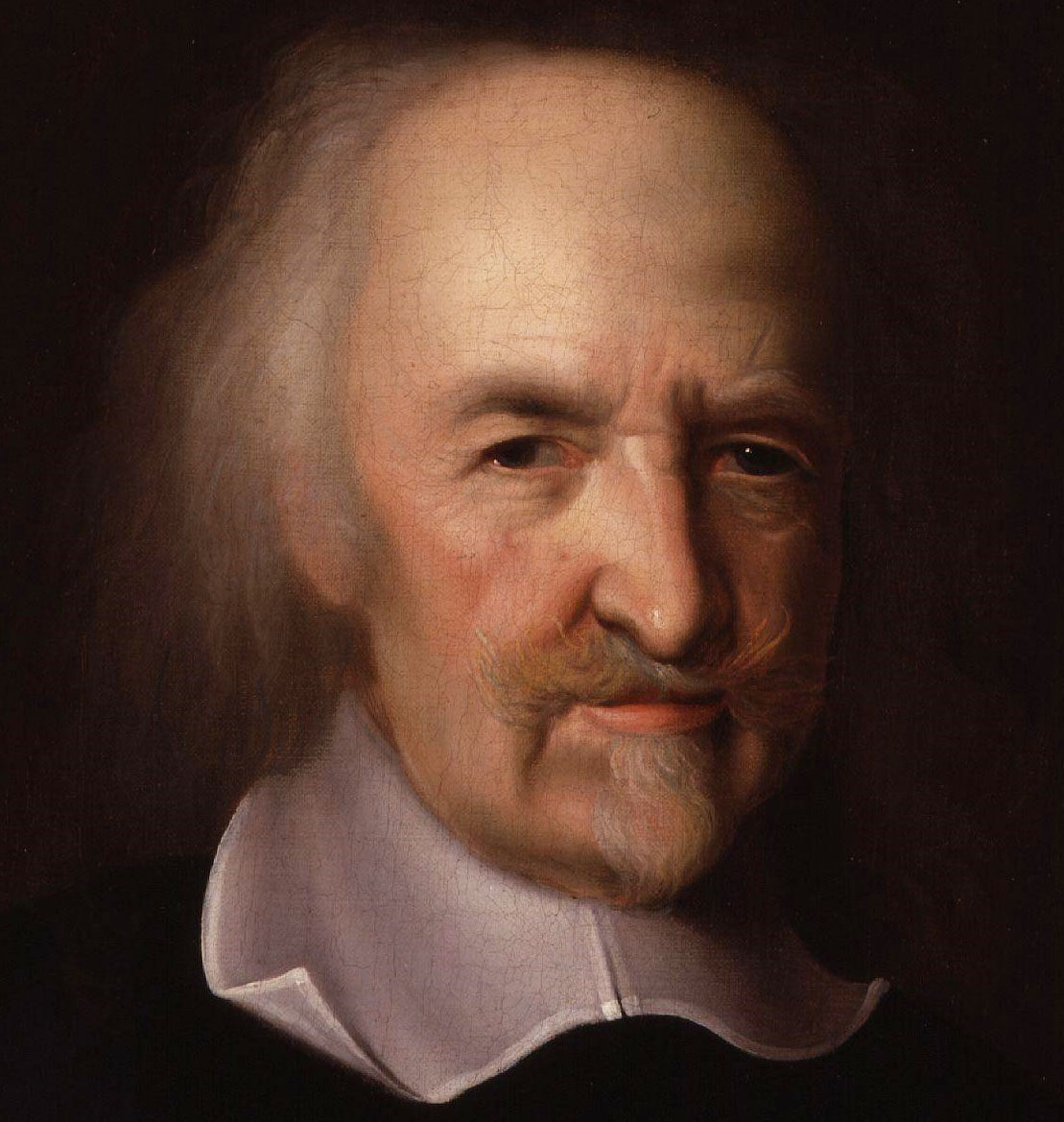
Thomas Hobbes a fost un susținător înflăcărat al egoismului psihologic, afirmând „Nici un om nu oferă, decât cu intenție de a primi un beneficiu”

Bucuria de a dărui se bazează pe ideea de altruism fals: combinarea dorințelor atât altruiste cât și egoiste de a-i ajuta pe ceilalți.  Filozofii au dezbătut această idee încă din perioada grecilor antici.  În <i id="mwPA">dialogurile</i> socratice, motivația își poate avea rădăcinile într-un interes egoist în asigurarea propriei bunăstări, negând astfel plauzibilitatea altruismului adevărat.  De asemenea, conform lui Platon, formarea motivațiilor drept reacție la dorințele bazate pe necesitate, evidențiază importanța fundamentală a egoismului în toate interacțiunile sociale.  Cu toate acestea, în Etica nicomahică și în Etica eudemiană, Aristotel ține cont atât de posibilitatea, cât și de necesitatea altruismului de a îndeplini obiective eudaimonice de ordin superior,  , lăsând astfel loc pentru o dezbatere filosofică continuă. Hobbes, Kant, Nietzsche, Bentham, JS Mill s-au contrazis în ceea ce privește existența altruismului adevărat  și au dezvoltat doctrina egoismului psihologic,  în timp ce alții ( Butler, Hume, Rousseau, Smith, Nagel ) s-au contrazis asupra existenței motivelor altruiste.  Din punct de vedere conceptual, modelul bucuriei de a dărui reprezintă un compromis stilizat între aceste două perspective, permițând persoanelor să fie pur altruiste, pur egoiste sau fals altruiste .  Bucuria de a dărui este cel puțin tangențial legată de subiectul liberului arbitru, deoarece oamenii ar trebui să beneficieze doar de recompensa psihologică de a ajuta, dacă aleg, în mod deliberat, să o facă.  

## În contextul economiei

### Teoria clasică drept punct de plecare
Teoria normativă a echivalenței ricardiene sugerează că cheltuielile personale nu ar trebui să țină cont de politica fiscală, deoarece, analizând în perspectivă, indivizii  își vor echilibra consumul,   în concordanță cu ipoteza ciclului de viață a lui Modigliani.  Aplicată prevederii actelor de caritate sau a bunurilor publice, echivalența ricardiană și abordarea clasică a altruismului adevărat susțin împreună ipoteza de neutralitate  implicând o substituibilitate perfectă între contribuțiile personale și cele publice. Ipoteza neutralității presupune indiferența agenților economici raționali față de finanțarea unei cauze, provine aceasta din sectorul privat sau public; numai gradul finanțării este relevant.  O consecință a neutralității influențate de altruismul perfect este faptul că subvențiile guvernamentale ar trebui să renunțe complet la donațiile private. Adică, un dolar dat de guvern ia locul unui dolar care ar fi putut fi dat de un simplu cetățean.  Spre a explica, agenții economici care operează sub ipoteza de neutralitate vor oferi o cauză până în momentul când asigurarea va fi completă, după care aceștia nu vor mai contribui cu nimic. Acest lucru fiind în concordanță cu conceptualizarea lui Andreoni a „altruismului adevărat”; cu toate acestea, este în contradicție cu altruismul fals sau cu egoismul pur.  Astfel, bucuria de a dărui și eșecul în a acționa drept un altruist adevărat prezintă provocări fundamentale ale ipotezei neutralității și echivalenței ricardiene.   În economie, nerespectarea ipotezei neutralității generează grave temeri ce vizează politicile macroeconomice care implică impozitarea și redistribuirea; și teorii microeconomice ce vizează activitatea colectivă și asigurarea cu bunuri publice .  Câțiva dintre contemporanii lui Andreoni au pus la dispoziție, în mod simultan, dovezi împotriva efectelor determinate de reducerea neutralității, inclusiv Kingma (1989)  și Khanna et al. (1995).  Analizate în ansamblu, aceste constatări au adus o critică aspră asupra presupunerii că publicul susține reducerea donațiilor private în favoarea bunurilor publice.   

### Modelul original
Modelul economic al lui Andreoni cu privire la altruismului fals vizează o lume simplistă cu doar două bunuri:  bunul privat și bunul public . O persoană anume, care deține bogății {\displaystyle (w_{i}),} se confruntă cu constrângerea bugetară : {\displaystyle w_{i}=x_{i}+g_{i},} Unde {\displaystyle x_{i}} reprezintă costul unui bun privat și {\displaystyle g_{i}} reprezintă contribuția la bunurile publice. În măsura în care {\displaystyle g_{i}} contribuie pozitiv la utilitate, acesta poate fi interpretat drept grad de bucurie a dăruirii.  Rezultă că totalitatea bunurilor publice furnizate, G, este pur și simplu: {\displaystyle \sum _{i}^{n}(g_{i}),} iar totalitatea contribuțiilor cu privire la bunul public din partea tuturor celorlalți sunt denotate prin: {\displaystyle G_{-i}=\sum _{i\neq j}^{n}(g_{j}).} Astfel, bunul public este suma contribuției {\displaystyle (g_{i})} persoanei {\displaystyle i^{th}}, adunată cu contribuțiile totale ale tuturor celorlalți indivizi {\displaystyle G_{-i}.}
(1) {\displaystyle G=g_{i}+G_{-i},} Unde {\displaystyle g_{i}\geq 0.}
Toți indivizii din această economie primitivă se confruntă cu aceleași funcții de utilitate, date de: 
(2) {\displaystyle U_{i}=U_{i}(x_{i},G,g_{i}),}
unde funcțiile de utilitate reprezintă utilitatea pentru consum privat, egoist {\displaystyle U_{i}(x_{i});} utilitatea derivată de la bunul public {\displaystyle U_{i}(G);} și utilitatea bucuriei de dăruire în favoarea bunului public {\displaystyle U_{i}(g_{i}).} Un altruist nu ar trebui să primească nici o utilitate suplimentară din actul de a dărui: {\displaystyle U_{altruist}=f(x_{i},G),} în timp ce un egoist pur primește plăcere doar de la bucuria de a dărui, fără a fi preocupat de bunul public în sine {\displaystyle U_{egoist}=f(x_{i},g_{i}).}
Din constrângerea bugetară și funcția de utilitate, se poate obține funcția de maximizare a utilității, {\displaystyle maxU_{i}(w_{i}+G_{-i}-G,G,G-G_{-i}),} care este funcția de utilitate inițială (2) transformată folosind definiția bunului public (1) .  Această funcție de maximizare a utilității servește drept bază pentru dezvoltarea modelului bucuriei de a dărui. 

### Consecințe
Presupunând o strategie de maximizare a utilității, modelul bucuriei de a dărui oferă multe previziuni economice importante. Mai exact, aceasta prezintă trei perspective contradictorii celor din economia clasică influențate de echivalența ricardiană. 
În primul rând, teoria bucuriei de a dărui prevede că transferurile de venit vor contribui la creșterea sumei nete a donațiilor, numai în cazul în care veniturile sunt transferate persoanelor mai altruiste. În al doilea rând, teoria sugerează că furnizarea unui bun public depinde de distribuirea veniturilor în cadrul unei populații. În al treilea rând, sugerează că fondurile publice de bunuri publice bazate pe impozite forfetare vor fi mult mai eficiente decât cele bazate pe altruismul din sectorul privat.  În mod individual și în ansamblu, aceste propuneri sunt în contrast puternic cu doctrina laissez-faire a economiei ricardiene.  Urmând acest model original, bucuria dăruirii a evoluat conceptual cu noi aplicații în diferite discipline pentru a explica și încuraja comportamentul prosocial . 

## În contextul psihologiei
Multe dintre progresele cercetării bucuriei dăruirii nu provin din economie, ci din psihologie. În special, cercetările privind motivațiile și reacțiile emoționale au jucat un rol esențial în definirea și operaționalizarea bucuriei dăruirii pentru o aplicare largă. 

### O perspectivă motivațională
„... unui milionar nu-i pasă cu adevărat dacă banii lui fac bine sau nu, cu condiția să-și vadă conștiința ușurată și statutul său social îmbunătățit de dăruire. . .“ -George Bernard Shaw. 
După cum este descris în citatul lui Shaw, atât dorințele intrinseci ale conștiinței, cât și dorințele extrinseci ale statului social pot stimula dăruirea. În mod tradițional, bucuria dăruirii a fost limitată la motivația intrinsecă,  totuși această distincție este adesea obscură. 
În literatura de specialitate a existat o contradicție importantă ce intrigă dacă bucuria dăruirii se referă la motivația intrinsecă sau extrinsecă .        Potrivit lui Andreoni (2006), „încadrarea bucuriei dăruirii într-un model este, instinctiv de atrăgător, dar totuși o soluție evident ad - hoc”.  Cu scopul de a dezvolta această temă, Andreoni și colegii lui au afirmat că conceptul a fost „inițial un substituent al modelelor mai exacte de motivații individuale și sociale”.  Din această ambiguitate inițială, diferiți autori au făcut referiri, ocazional, cu privire la fenomen ca fiind exclusiv intrinsec,   atât intrinsec, cât și extrinsec,  sau exclusiv extrinsec.  Unii autori au făcut distincții deliberate între căutarea prestigiului (extrinsec) și componentele intrinseci ale bucuriei de a dărui  dar, în același timp, au existat și mulți care nu le-au făcut.   Conceptualizarea bucuriei de a dărui ca fiind intrinsecă sau extrinsecă face aluzii la reducerea motivațională,  efectele de satisfacție,  și amploarea preconizată.  

#### Bucuria intrinsecă de a dărui
Cea mai comună și clasică interpretare „corectă” a bucuriei dăruirii este interpretarea ca fiind un fenomen exclusiv intrinsec.  Limbajul care se referă la „plăcerea de a dărui”,  „experiența emoțională pozitivă provenită din actul de a-i ajuta pe alții”,  „satisfacția morală din a-i ajuta pe ceilalți”  și „satisfacția internă drept rezultat al dăruirii”  presupun o dorință intrinsecă. Componenta intrinsecă a bucuriei de a dărui este beneficiul emoțional personal produs de actul dăruirii. 

#### Bucuria extrinsecă de a dărui
O mare parte din ambiguitatea care înconjoară procesele motivaționale ale bucuriei de a dărui a apărut din încadrarea eronată a recompenselor extrinseci în procesele intrinseci.   În timp ce dorințele intrinseci se axează pe satisfacțiile emoționale, recompensele extrinseci pot include recunoașterea, remarcarea identității și prestigiul. Motivația extrinsecă poate de asemenea reprezenta și pedeapsa (partea opusă a bucuriei de a dărui), sub formă de critică sau vină.  Unele cercetări s-au concentrat în mod explicit pe bucuria de a dărui extrinsecă, cum ar fi „plăcerea relațională”. 
Un domeniu care a fost adesea confundat în literatura de specialitate implică clasificarea vinovăției, care este o formă inconștient adoptată de motivație extrinsecă. 

#### Importanța clasificării motivaționale
Clasificarea bucuriei de a dărui drept intrinsecă sau extrinsecă are ramificări importante a factorilor de decizie.  Colecția largă de literatură privind reducerea motivațională sugerează că eficacitatea politicilor care promovează un comportament altruist poate fi o funcție a comportamentul preexistent, fie el motivat intrinsec sau extrinsec.   Măsura în care stimulentele extrinseci pot înlocui motivații intrinseci depinde de clasificarea motivațională a modelului bucuriei de a dărui. Mai mult, bucuria de a dărui intrinsecă poate fi mai rezistentă la efectele de satisfacție decât bucuria de a dărui extrinsecă.  În cele din urmă, amploarea preconizată a unei bucurii generate de dăruire va fi o funcție a modului în care este caracterizată. Modelele care presupun o bucurie pur intrinsecă trebuie să prezinte un efect mai diminuat decât modelele care includ și componente extrinseci. 

### Empatia și determinanții psihologici ai bucuriei  generate de dăruire

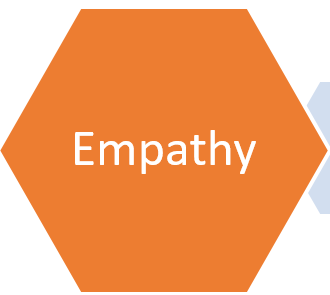
Empatia - Gândire proiectată

Fenomenul bucuriei de a dărui a fost inițial introdus drept model economic.  În forma sa inițială, modelul bucuriei generate de dăruire nu avea o explicație acceptabilă a procesele psihologice de bază.  Studiile precedente ce vizau bucuria de a dărui au fost în mod deliberat vagi în atribuirea de experiență unei cauze.  Un grup de cercetare, mai recent, a identificat mai mulți factori importanți ai bucuriei generate de dăruire, inclusiv distanța socială,   atitudinea față de beneficiar și evitarea sentimentului de vină.  Luate împreună, aceste observații sugerează că bucuria de a dărui poate fi descrisă cel mai bine ca manifestarea a empatiei, ce vine din interior.     Aceast fapt fiind în concordanță cu literatura psihologică morală a empatiei, mai remarcabilă datorită descoperirilor lui Batson .  În „ipoteza empatiei-altruismului” dezvoltată de Batson, acesta susține că empatia („sentimentul de simpatie, compasiune, afectuozitate, blândețe, tandrețe”) generează dorința unui comportament diferit. 

#### Distanța socială
Distanța socială este un factor determinant al bucuriei dăruirii, în special în cadrul empatiei.  Cercetările anterioare au analizat legătura dintre stimularea emoțională și distanța socială, constatând faptul că suferința reciprocă și bucuria împărtășită împreună devin funcție de corespondență socială.  În concordanță cu „ efectul victimei identificabile ”,  cercetările au demonstrat, în ciuda statisticilor, că oamenii exprimă o disponibilitate mai ridicată de a ajuta acele persoane pe care le cunosc. 

#### Atitudinea față de beneficiar
În timp ce atitudinea beneficiarului este limitată de distanța socială,  atitudinea față de beneficiar se referă la capacitatea beneficiarului de a realiza că au fost receptorii unui act de binefacere. Ca factor determinant al bucuriei dăruirii, atitudinea față de beneficiar operează pe două niveluri. Primul nivel se referă la faptul că beneficiarul este conștient de faptul că i-a fost făcut un bine, în lipsa oricăror atribuiri care vizează sursa. Al doilea nivel, implică identificarea binefăcătorului. Bucuria dăruirii ar trebui să fie afectată pozitiv de ambele niveluri ale atitudinii. 

#### Sentimentul de vină
Lucrările recente au recunoscut evitarea sentimentului de vină drept o componentă importantă a bucuriei de a dărui.  Unii chiar au identificat sentimentul de vină drept „parte opusă” a bucuriei dăruirii.  Analiza sentimentului de vină drept componentă a bucuriei de a dărui prevede existența valorilor deficitare ale bucuriei dăruirii, care inițial a fost limitată doar la valori strict pozitive, conform lui Andreoni (1989, 1990).  Într-o publicație recentă, Andreoni și colegii lui explică acest fenomen astfel: „Psihologii consideră că dăruirea este inițiată de un stimul care amplifică simpatia sau empatia în mintea potențialului binefăcător, la fel cum mirosul pâinii proaspăt coapte trezește apetitul. Satisfacerea acestui sentiment va veni fie prin actul de a da și a ne simți mulțumiți, fie de a nu da și a simți vină. "  În alte analize remarcabile ce au vizat bucuria de a dărui,  acest fenomen a fost caracterizat drept „distres personal”.  În urma sondajelor de vină auto-generată, oamenii simt, într-o aproximativ egală măsură, sentimentul de vină interpersonală și socială, și cel de vină personală. În plus, jumătate dintre participanții sondajului preferă să abordeze direct și să își soluționeze sentimentele de vină. Luate împreună, aceste constatări sugerează o componentă substanțială a aversiunii de vină. 

## Date din neurobiologie

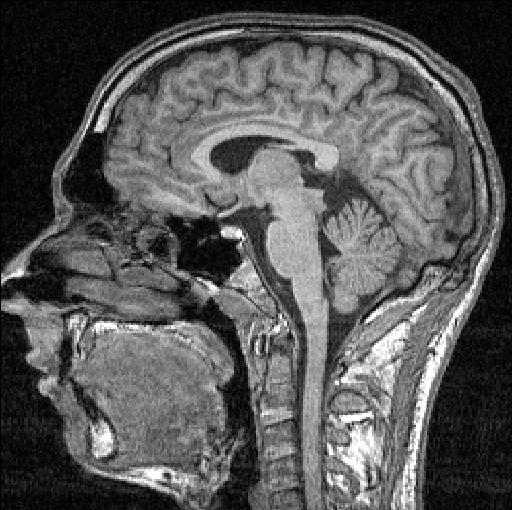
Studiile RMN localizează bucuria de a dărui în zona subgenuală și striatul ventral

Imaginile neuronale drept dovezi susțin efectul de bucurie a dăruirii. Investigările recente cu utilizarea imagisticii prin rezonanță magnetică funcțională a subiecților care iau decizii de a dona, identifică zona subgenuală și striatul ventral drept regiuni asociate cu dăruirea socială.  Recompensele mezolimbice ale dăruirii sunt similare neurobiologic cu primirea de recompense materiale.   Consensul general în domeniul psihologiei și a neurobiologiei este acela că ajutându-i pe alții, oamenii devin fericiți prin eliberarea de oxitocină  și endorfine. 

## Alte aplicări

### Votarea

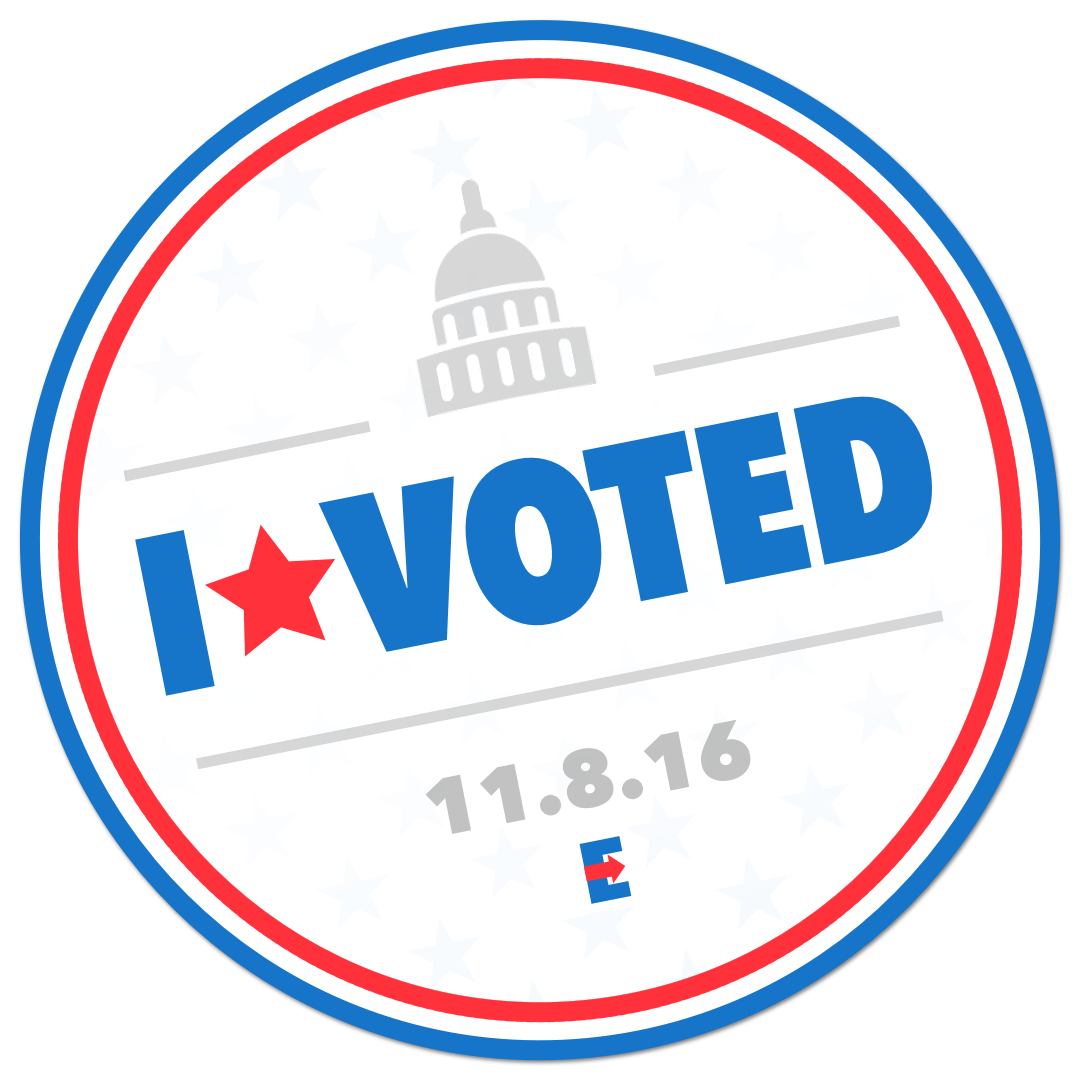
Aproximările precedente date bucuriei de a dărui au analizat decizia de a vota

Una dintre primele încercări de schițare oficială a fenomenului de bucurie a dăruirii poate fi găsită în „A Theory of the Calculus of Voting” de Riker și Ordeshook (1968).  Soluționând paradoxul, conform căruia indivizii raționali nu ar face niciodată efortul de a vota, din cauza improbabilității statistice ridicate ca „votul lor să conteze” (propagând votarea decisivă), Riker și Ordeshook au subliniat utilitatea psihologică a votului pentru candidatul preferat. La fel cum o bucuria economică îi motivează pe oameni să renunțe de bună voie la resursele lor rare, utilitatea psihologică descrisă în modelele de votare precedente ajută la explicarea comportamentului irațional.  Bucuria votului continuă să fie un considerent important în modelele de alegători etici. 

### Politica de mediu
În încercările de a proiecta măsuri de protecție a mediului eficiente, durabile și productive, mulți cercetători și decidenți politici s-au concentrat asupra efectelor bucuriei de a dărui.  Deoarece multe forme de recompense și pedepse extrinseci au suferit eșec în încercările de a promova progresele de lungă durată, ce vizează comportamentului conștient asupra mediului,  se pune un accent tot mai mare pe bucuria de a dărui intrinsecă.  Experimentele de intervenție prezintă rezultate promițătoare în domenii, precum susținerea energiei ecologice,  reciclare și reducerea deșeurilor,  consumul de energie,  inițiative de folosire în comun a mașinilor. 

### Afaceri

#### Responsabilitatea socială a corporațiilor
Susținerea afacerilor angajate în inițiativele de responsabilitate socială a întreprinderilor (CSR) poate oferi consumatorilor o plăcere indirectă. Cu toate acestea, cercetările recente susțin ideea conform căreia consumatorii presupun că vor plăti în exces, o dată ce companiile se angajează în CSR din cauza rezonabilității prețurilor. Ideea că „facerea de bine” deține o responsabilitate financiară a întreprinderilor îi determină pe consumatori să deducă majorări ale prețurilor medii. Aceste cercetări atenționează că bucuria de dăruire corporativă poate fi combinată cu „spinii reci” ai costuri suplimentare. 

#### Publicitatea produsului
Bucuria dăruirii poate fi un element central al marketing-ului legat de o cauză, în care produsele sunt însoțite de donații. Atunci când consumatorii sunt expuși la produse cu o asociație directă de marketing legat de o cauză, atitudinea lor atât în privința produsului, cât și a companiei poate fi îmbunătățită datorită bucuriei de a dărui.  Există, de asemenea, constatări conform cărora bucuria dăruirii generată de produs poate avea o influență asupra procesului numit „aprobare hedonică”, în care consumatorii, care recunosc excedentul moral, își permit ulterior mai ușor să facă cumpărări egoiste. 

### Filantropie

#### Comportamente de evitare

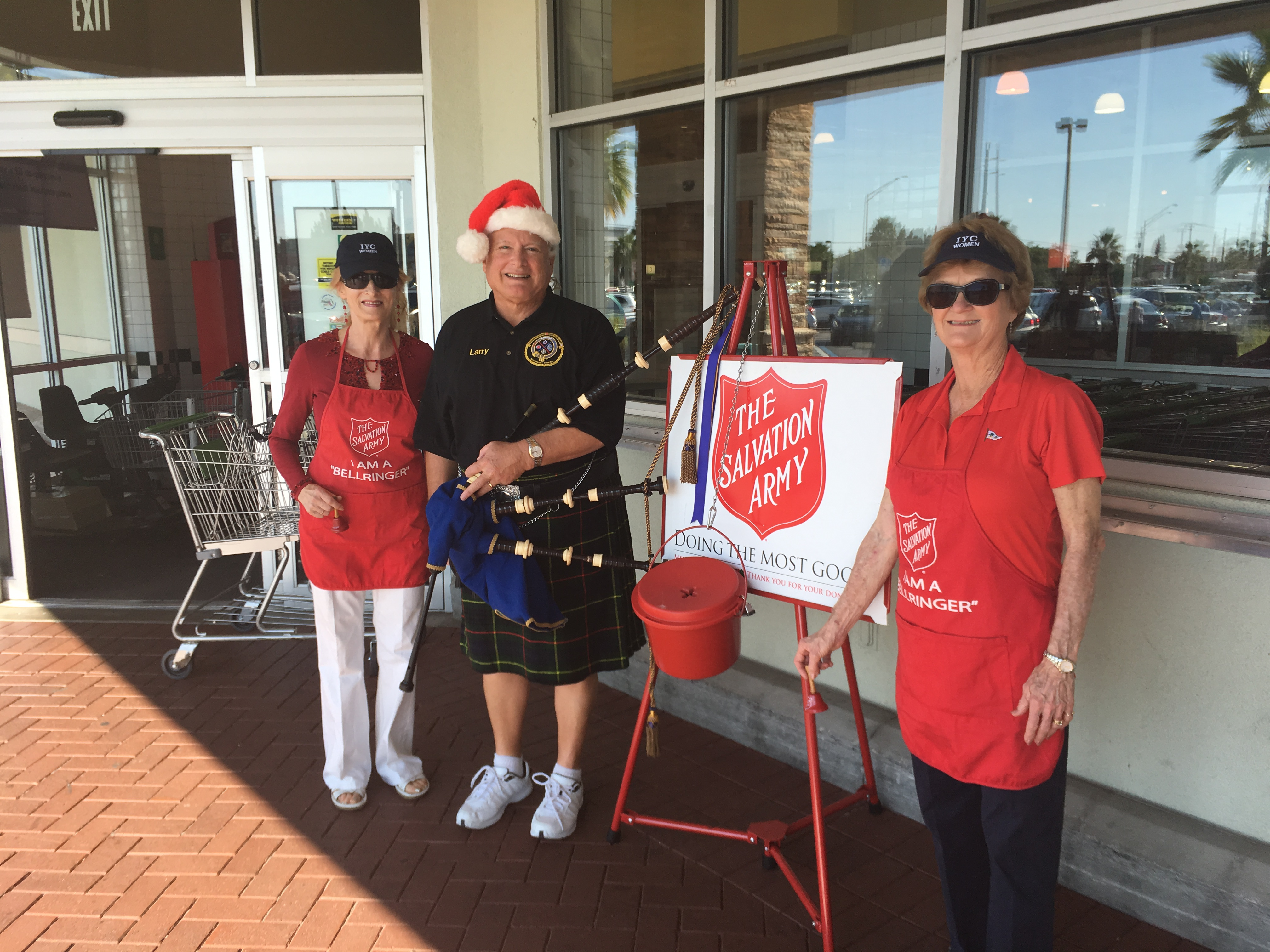
„Opusul” bucuriei de a dărui poate explica de ce persoanele empatice evită activ oportunitățile caritabile

Fenomenele comune, cum ar fi evitarea contactului vizual cu cerșetorii sau schimbul traseului pentru a evita agenții comerciali, pot fi explicate folosind modelul bucuriei de a dărui. 
Una dintre urmările comportamentale ale bucuriei de a dărui este evitarea strategică a oferirii de oportunități. Conform acestei ipoteze, indivizii își anticipează bucuria de a dărui prin identificarea unei oportunități viitoare de binefacere. Presupunând o formă funcțională care admite că bucuria dăruirii poate fi negativă (determinată de sentimentul de vină generat de a nu ajuta), oamenii depun efort și evită în mod strategic situațiile în care ar putea fi nevoiți să ofere ceva. Stimulentul strategic este ușor de înțeles prin funcția de utilitate {\displaystyle U_{i}=U_{i}(x_{i},G,g_{i}),} unde bucuria dăruirii {\displaystyle (g_{i}),} este pozitiv în cazul unei donație (bucurie de a da) și negativ în cazul de evitare a donațiilor (sentimentul de vină). Un reprezentant care ar fi afectat de inutilitatea dăruirii la nivelul dorit {\displaystyle (g_{i}^{*})}, deoarece utilitatea marginală a cheltuielilor private {\displaystyle (x_{i})} depășește utilitatea marginală a bucuriei de a dărui, ar prefera să nu ofere nimic {\displaystyle (g_{i}^{0}).} Deoarece fără a oferi poți trăi sentimentul de vină, utilitatea {\displaystyle (g_{i}^{0})} fiind negativ. Prin urmare, un reprezentant rațional care nu poate justifica dăruirea, {\displaystyle U_{i}(x_{i},G,g_{i}^{*})<U_{i}(x_{i},G,g_{i}^{0})}, își poate maximiza utilitatea prin evitarea unei situații ce necesită o dăruire, eliminând eficient argumentul bucuriei de a dărui din funcțiile lor de utilitate.  Astfel, {\displaystyle U_{i}(x_{i},G,g_{i}^{*})<U_{i}(x_{i},G,g_{i}^{0})<U_{i}(x_{i},G,0)} sugerează că evitarea oportunităților ce necesită dăruire este o strategie aleasă de persoanele care simt vina drept opus al bucuriei de a dărui. Modelele economice alocă un cost al efortului de evitare și presupun că oamenii vor face acest efort oricând {\displaystyle U_{i0}-c_{i}>U_{is},} unde {\displaystyle U_{i0}} este utilitatea de a nu dărui, {\displaystyle c_{i}} este costul evitării =, iar {\displaystyle U_{is}} este utilitatea de a dărui unui reprezentant, condiționată de a nu evita.  
Prin această prismă, evitarea poate fi considerată drept o tactică de angajament economic, în care o persoană se angajează să evite situațiile (care îi solicită dăruire) în care există posibilitatea că se va lăsa ghidat de tentație (dăruire). Elementul central al acestei ipoteze a evitării, este faptul că indivizii își pot anticipa comportamentul în „stări critice” de empatie ridicată, atunci când sunt în „stări ordinare” de empatie scăzută. În timp ce acest model presupune un grad ridicat de sofisticare din partea individului, cercetările făcute de Andreoni, Rao și Trachtman analizează acest fenomen, spre exemplu, prin observarea comportamentului de evitare sau de donare a clienților care intră într-un supermarket în perioada sărbătorilor. Clienții mergeau adesea spre o intrare mai îndepărtată doar pentru a evita reprezentanții Armatei Salvării. Conform modelului lor, persoanele „vulnerabile empatic”, care nu sunt în stare să ofere (din motive bugetare), s-au confruntat cu cel mai mare stimulent de evitare a colectorilor din cauza sentimentului de vină pe care l-ar avea atunci când spun „nu”. 

#### Clasificarea comportamentelor
Organizațiile de caritate pot utiliza în mod strategic recunoașterea categorică a donatorilor . De exemplu, o organizație caritabilă poate distinge orice cadou cu valoarea între 500 și 999,99 USD printr-un titlu diferit de cel acordat cadourilor de peste 1.000 USD. Drept consecință, componenta indicativă socială a efectului bucuriei dăruirii (în operaționalizări extrinseci ale bucuriei de a dărui) sugerează că persoanele ar trebui să fie motivate să facă donația minimă pentru a dobândi statutul categoric dorit. În concordanță cu această ipoteză, cercetările au indicat clasificare semnificativă a comportamentelor binefăcătorilor în jurul valorilor minime de categorie. 

#### Ineficiența alocărilor caritabile
Majoritatea celor care aleg să doneze o parte din averea lor spre caritate o fac din diverse cauze. În loc să acorde 100% din toate donațiile lor către aceeași sursă, există o preferință răspândită de a distribui fondurile între organizațiile de caritate.  Modelul bucuriei de a dărui explică acest lucru prin admiterea faptului că donatorii primesc mai multe doze de bucurie a dăruirii prin oferirea către mai multe cauze, susținând astfel alegerea de a aduce mai multe contribuții mici. În consecință, unii cercetători sugerează o pierdere a eficienței din cauza numărului mare de donații mici - care sunt mai puțin eficiente de procesat - decât câteva donații majore.  Filozoful moralist Peter Singer îi menționează pe cei, care oferă doar cu scopul de a simți bucuria dăruirii, în cartea sa din 2015, The Most Good You Can Do. Singer afirmă că aceste tipuri de donatori „oferă sume mici multor organizații de caritate [și] nu sunt foarte curioși dacă ceea ce fac îi ajută pe alții”. El face referire la „îngrijorarea empatică” și „distresul personal”, ca fiind două componente distincte ale celor ce oferă doar cu scopul de a simți bucuria dăruirii. 

#### Ineficiența selecției caritabile
Bucuria de a dărui poate oferi o explicație pentru unele dintre ineficiențele remarcate în donările caritabile. De exemplu, cetățenii Statelor Unite au alocat mai mult de 60% din totalul contribuțiilor lor caritabile către grupuri religioase, instituții de învățământ, organizații de artă și fundații în 2017; comparativ cu sub 7% din ajutoarele externe.  Conform modelelor de justiție socială   și  unității economice generice de măsură QALY (an de viață ajustat în funcție de calitate),  în care viețile umane sunt tratate cu demnitate egală și respect egal - indiferent de rasă, sex sau origine - obiectivul organizațiilor caritabile ar trebui să fie lupta împotriva sărăciei globale. În mod similar, modelele economice, care încearcă să impună o valoare monetară vieții umane  evidențiază ineficiența tuturor actelor de filantropie care nu sunt folosite cu scopul de a combate sărăcia globală, ce oferă cel mai mare efect marginal.  Modelul bucuriei de a dărui implică o astfel de ineficiență, deoarece altruiștii falși pot fi mai puțin axați pe cauza reală și mai mult axați pe actul de dăruire sau dimensiunea cadoului. Astfel, bucuria dăruirii poate genera ineficiențe filantropice în măsura în care desensibilizează potențialii donatori spre impactul marginal al unui anumit act de caritate. Ca răspuns la această îngrijorare, William MacAskill și colegii săi au dezvoltat un proces de alocare filantropică numit „ altruism eficient ”.  Această metodologie încearcă să utilizeze logica și responsabilitatea pentru a identifica oportunități caritabile eficiente, minimalizând astfel efectul bucuriei dăruirii în procesul de luare a deciziilor.  

## Critici

### Ad-hoc
O critică comună a paradigmei bucuriei de a dărui este că aceasta pare ad-hoc. Într-adevăr, Andreoni, fondatorul modelului inițial, a afirmat că „încadrarea bucuriei dăruirii într-un model este, instinctiv de atrăgător, dar totuși o soluție evident ad - hoc ”.  Pe măsură ce cercetările au evoluat de-a lungul a aproape 30 de ani - încorporând perspective filozofice,  psihologice,  și fiziologice  - aceasta a devenit un model mai descriptiv al comportamentului. 

### Auto-amăgirea
O critică obscură a paradigmei bucuriei de a dărui este că necesită o doză de auto-înșelăciune.  Acest argument afirmă că, pentru a obține recompensa emoțională generată de ajutorul altora, trebuie să fii convins că acțiunile tale sunt motivate altruist. Totuși, simpla existență bucuriei dăruirii ar trebui apoi să contrazică convingerile altruismului adevărat. Apare întrebarea, dacă auto-amăgirea continuă și de lungă durată este impenetrabilă învățării prin autopercepere . 

## Anexe
Unele cercetări au studiat legătura dintre bucuria dăruirii și fenomenul simplei expuneri, determinând cercetătorii să considere bucuria dăruirii drept euristică . 